# Philonotis papillatomarginata
Philonotis papillatomarginata är en bladmossart som beskrevs av Luo Jian-xin och Wu Pan-cheng 1980. Philonotis papillatomarginata ingår i släktet källmossor, och familjen Bartramiaceae. Inga underarter finns listade i Catalogue of Life.